# Cielo invertido
«Cielo invertido» es una canción compuesta e interpretada por el músico argentino Luis Alberto Spinetta en el álbum Don Lucero de 1989, noveno álbum solista y 22º en el que tiene participación decisiva.
El tema está ejecutado por Spinetta (guitarra, voz y programación), Juan Carlos "Mono" Fontana (teclados), Guillermo Arrom (primera guitarra), Javier Malosetti (bajo), Jota Morelli (batería), Chofi Faruolo (programación y bajos sequencer) y Didi Gutman (teclados y coros).

## Contexto
El mundo y Argentina vivían momentos convulsionados. En noviembre de ese año caería el Muro de Berlín dando inicio al fin de la Guerra Fría iniciada en 1947 y a la disolución de la Unión Soviética dos años después. Comenzaba así el período histórico conocido como globalización, con la generalización de la reglas neoliberales.
En Argentina ese año se realizaron las primeras elecciones para renovar un gobierno democrático desde 1951, resultando ganador el Partido Justicialista con la candidatura presidencial de Carlos Menem. Por primera vez en la historia argentina un presidente democrático transmitía el poder a un presidente democrático de otro partido. Spinetta había participado activamente en la campaña electoral apoyando al candidato derrotado, Eduardo Angeloz de la Unión Cívica Radical. Pero al mismo tiempo en marzo había estallado un brote hiperinflacionario que hundió en la pobreza a la mayor parte de la población, a la vez que sucesivas leyes de impunidad dejaban en libertad a los criminales que habían cometido crímenes de lesa humanidad en las décadas de 1970 y 1980.

## El álbum
Luego de Téster de violencia, un álbum conceptual diseñado para provocar una reflexión sobre la violencia poniendo al cuerpo en el centro, Spinetta buscó hacer un álbum que se orientara en la dirección inversa. Parafraseando su propia reflexión, si Téster había sido un álbum para pensar, Don Lucero era un álbum para sentir:

Está centrado en los sentidos y en los sentimientos, no en el pensar. No hay ninguna historia contada. No hay narración, sino imágenes e impresiones. No es por vía del entendimiento que se ingresa a este disco, no es como en Téster de violencia que se podían realizar largas explicaciones intelectuales. Aquí en cambio, muchas letras no dicen nada. Las letras no existían de antes, guardadas en un cajón o apuntadas en una libreta, como sí fue el caso de Téster, sino que surgieron y brotaron de la música... Después de hablar del cuerpo el paso siguientes es lo transmigratorio, la no materia, lo que viene después del testeo.
Luis Alberto Spinetta

## El tema
El tema es el noveno track (último del Lado 2) del álbum solista Don Lucero, un álbum sensorial de Spinetta, que reúne del Lado 2 las canciones melódica y armónicamente más duras y herméticas, otorgándole al lado un sonido muy diferente del otro.
La imagen del cielo es una de las más frecuentes en la obra de Spinetta, consagrándole álbumes como Los niños que escriben en el cielo, y canciones como  «Que ves el cielo» (El jardín de los presentes), «Lejísimo» (Téster de violencia), «Cielo de ti» (Pelusón of milk) o «El lenguaje del cielo» (Para los árboles). En «El lenguaje del cielo» la canción utiliza como riff una melodía construida sobre «Cielo invertido».
El crítico musical Cristian Vitale recuerda la atmósfera que generaron estos temas "duros" de Spinetta en la presentación del álbum en Obras:

Obras se transformó en un colchón receptor de sonidos viscosos, trabados, profundos. Cómo olvidar «Un sitio es un sitio», «Es la medianoche», «Un gran doblez» y «Cielo invertido», tocados –casi– en hilera. Temas que fueron macerando con el tiempo –algunos increíbles, como «Es la medianoche»–, pero que escuchados de golpe –y sin el disco en casa– fue como clavarse un fondo blanco de ginebra en ayunas.
Cristian Vitale

En un reportaje de la época Spinetta decía, precisamente, que en el rock de ese momento, había como un "estado de siesta, donde a la gente le cuesta entretenerse con aquello que la provoque. La provocación dentro del rock and roll se hizo un estándar entonces llaman menos la atención aquellas cosas altamente creativas y que rompen la estructura del oyente".
El tema tiene la peculiaridad de contar en teclados, coros y otros efectos (como los pizzicatos), con la participación del tecladista argentino Didi Gutman, quien más de una década y media después integraría la internacionalmente famosa banda Brazilian Girls.
Guillermo Arrom ha declarado que «Cielo invertido» (a la que llama "Corazón inmaterial" por la expresión que contiene la letra) y «Cielo de ti» eran las dos canciones que más disfrutaba tocar con Spinetta y contó que la versión de Don Lucero, fue ejecutada y cantada "todo a la vez". Arrom pone el tema como ejemplo del modo de impulsar artísticamente a los músicos con los que trabajaba Spinetta:

Ahí (Spinetta) me encargó: “Quiero que hagas una base pero que en vez de acordes sea una arreglo, que vaya haciendo melodía a la vez de lo otro pero con distorsión”. Eso no me lo había pedido nunca nadie. Yo trabajé mucho en ese arreglo y estoy orgulloso porque quedó súper lindo. Ahora no lo podría tocar, pero tenía esas cosas. Visionario. Se daba cuenta de que si vos llegabas hasta un lugar, él te podía hacer rendir un poco más... En el arreglo que quedó parece que estoy improvisando pero no estoy improvisando, es  toda la decantación del arreglo que era muy armado y después se fue desmenuzando. No era improvisado pero parece.
Guillermo Arrom

La música Audia Valdez ha contado que se trata de su canción preferida y ha descrito las sensaciones que le causaba oír el tema en su preadolescencia:

En un momento sucedió algo: mi ingenua mente infantil –quizás un poco desordenada por la escucha precoz y prolongada de música rara y “para grandes”– se modificó severamente. Empezó “Cielo invertido” con esa intro misteriosa de backs irreales, de gemidos que parecían sapos o demonios descompuestos, y para cuando se hizo el silencio del final del track sabía que ahora sí estaba escuchando de verdad, que todo lo que había oído antes eran apenas sombras planas: esos teclados de sonidos extraños y esas palabras lo atravesaron todo... Todo parecía como un sueño extraño al escuchar esa música, esas palabras aparentemente inconexas, esa palabra prohibida, el piso parecía moverse... Ya venía bordeando el universo spinetteano y «Cielo invertido» fue la puerta de entrada que pude cruzar en ese trance al filo de la alucinación.
Audia Valdez, 2015

En el recital que realizó en San Isidro presentando el álbum en 1990, Spinetta definió bromeando al tema como "una marcianada".